# Erlin
Erlin (en mandarí: 二林鎮, Èrlín-zhèn; en japonès: 二林鎮, Jirin-chin) és una vila urbana i municipi de la comarca de Txanghua, a la província de Taiwan, república de la Xina. A gener de 2023, la població total era de 48.379 habitants, 24.774 homes i 23.605 dones.

## Geografia

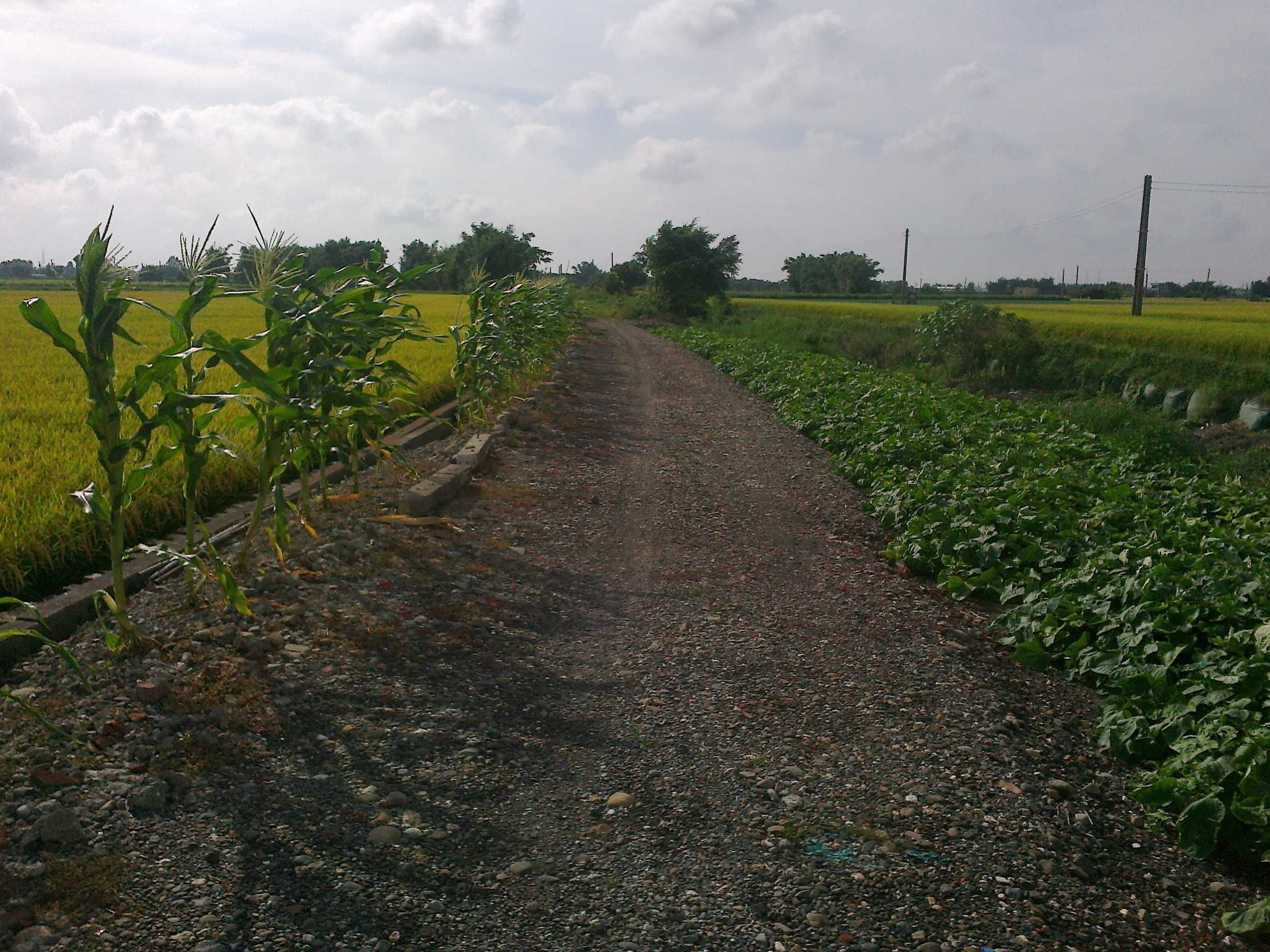
Camps a Erlin

El terme municipal d'Erlin es troba localitzat a la part sud-oest de la comarca de Txanghua i limita amb els termes municipals de la vila rural de Fuxing al nord; cap a l'est amb les viles rurals de Puyan, Pitou i amb la vila urbana de Xihu; al sud limita amb les viles rurals de Txutang i Datxeng; finalment limita amb la vila rural de Fangyuan a l'oest, sent totes aquests municipis pertanyents a la mateixa comarca. Amb una àrea total de 92,8578 quilòmetres quadrats (km²), el terme municipal d'Erlin és el més extens de la comarca de Txanghua.

### Barris
- Fengtian (豐田)
- Donghe (東和)
- Nanguang (南光)
- Xiping (西平)
- Beiping (北平)
- Zhongxi (中西)
- Guangxing (廣興)
- Xiangtian (香田)
- Waizhu (外竹)
- Xinghua (興華)
- Dongxing (東興)
- Houcuo (後厝)
- Dingcuo (頂厝)
- Zhaojia (趙甲)
- Zhenxing (振興)
- Wanxing (萬興)
- Yongxing (永興)
- Xizhuang (西庄)
- Meifang (梅芳)
- Hualun (華崙)
- Wange (萬合)
- Dongshi (東勢)
- Dayong (大永)
- Yuandou (原斗)
- Xidou (西斗)
- Donghua (東華)
- Fufeng (復豐)

## Història

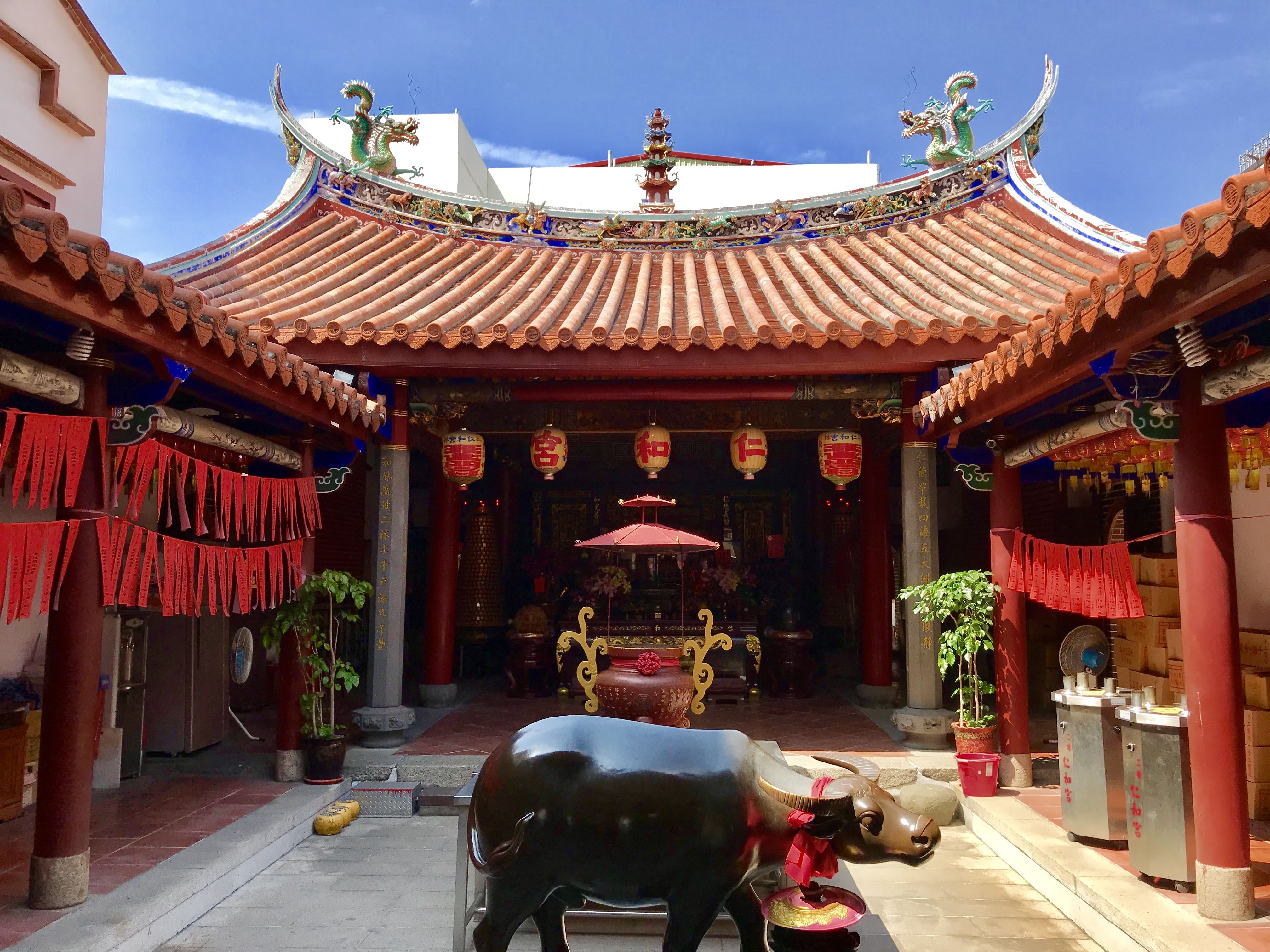
Temple Renhe a Mazu (segle XVIII)

Durant el període neerlandés, la zona estava dins de la regió administrativa de Favorlang (actual Huwei, comarca de Yunlin). L'actual vila d'Erlin es troba a o prop de Gierim, un dels primers llocs de trobada comercial entre xinesos i indígenes taiwanesos i lloc predilecte de pirates i maleants. De fet, els pobladors originals de la zona era la tribu indígena dels Babuza.
Després de la segona guerra mundial, 'any 1945, es creà el poble d'Erlin, al districte de Beidou, a la desapareguda comarca de Taitxung. L'actual municipi d'Erlin es creà l'any 1950 com a resultat de l'establiment de l'actual comarca de Txanghua.

## Demografia

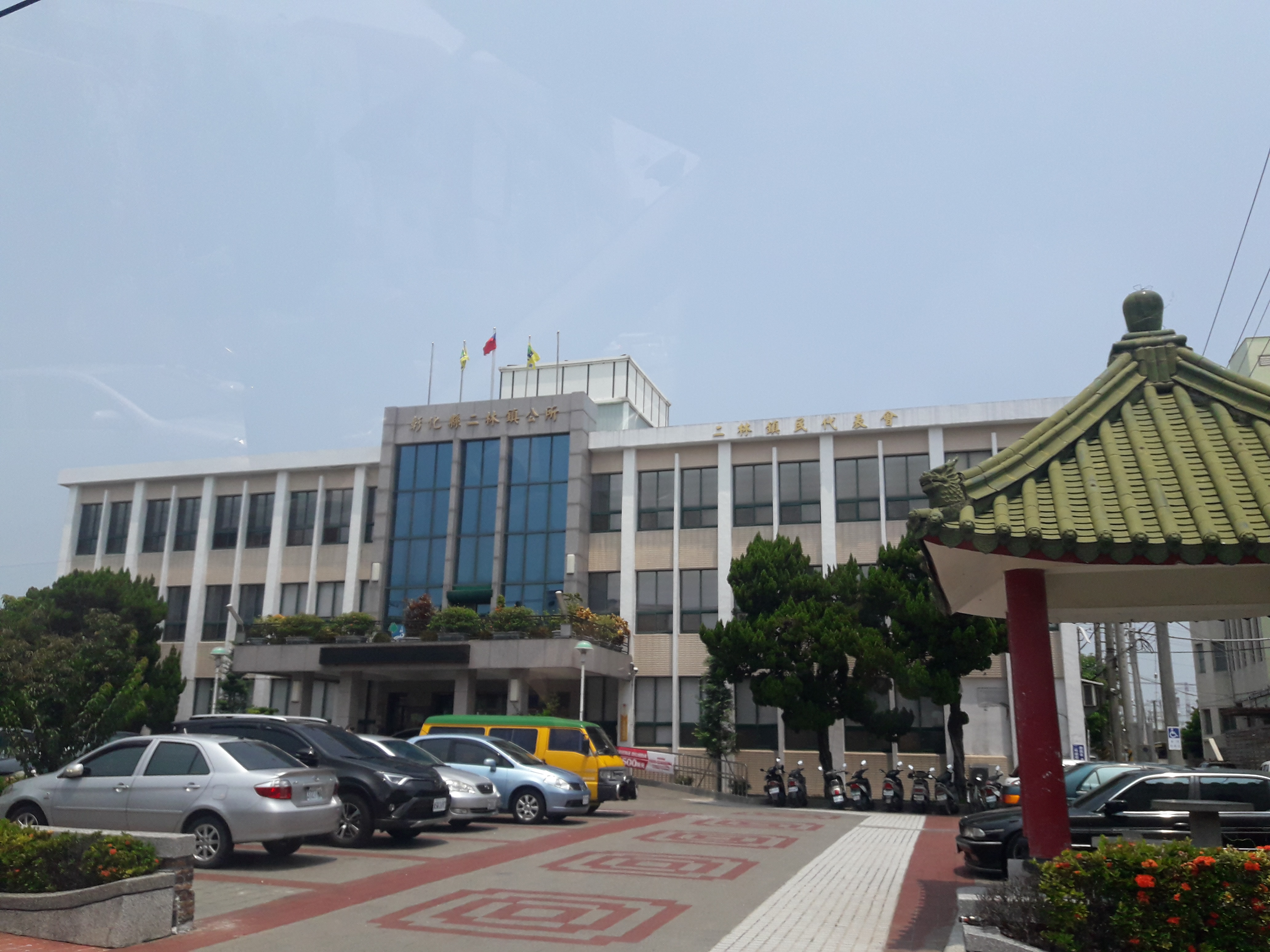
Ajuntament d'Erlin (2018)

## Demografia[4][5]
| Gràfica d'evolució de Erlin entre 1951 i 2021 |
|                                               |

## Transport

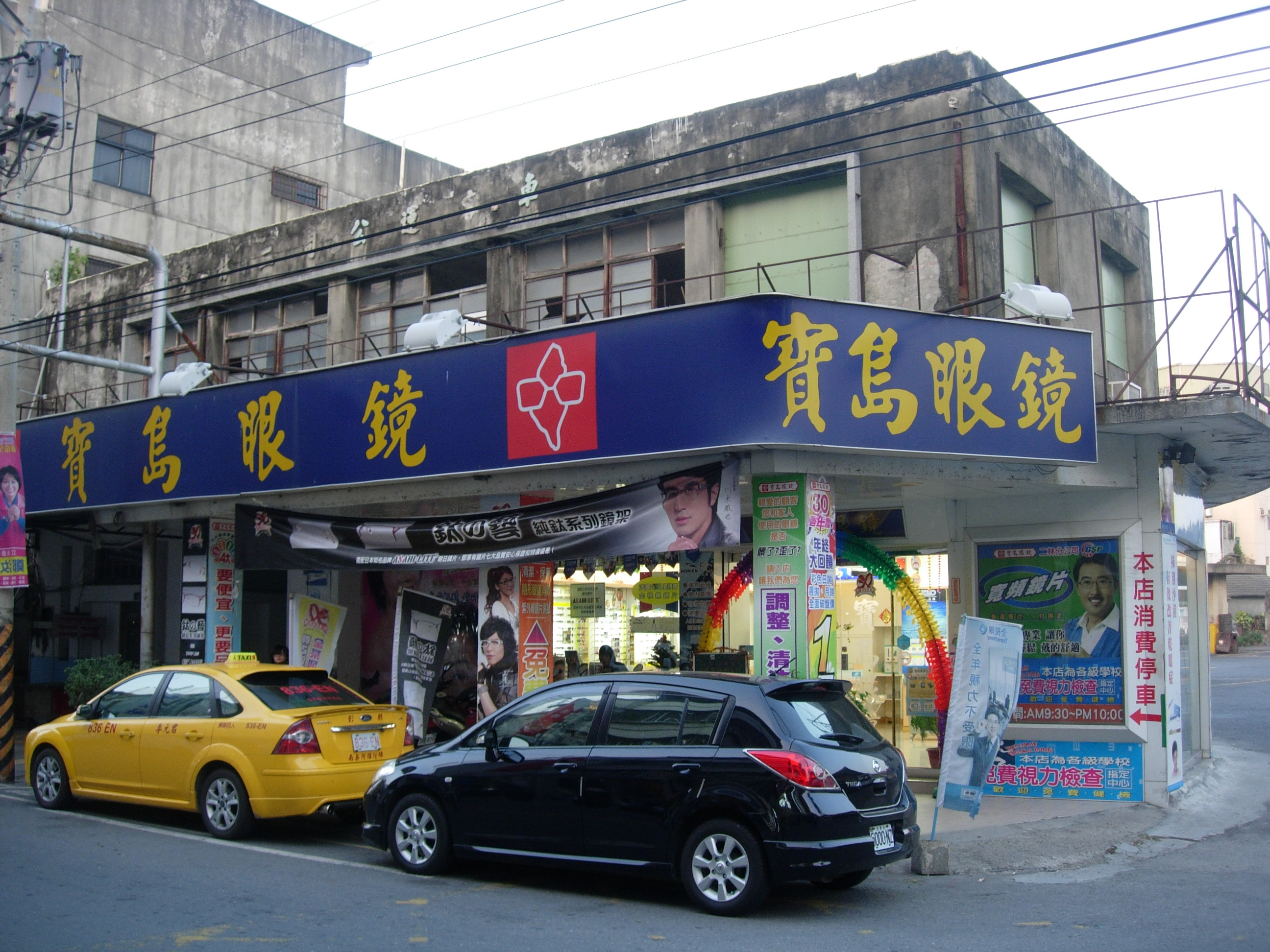
Estació d'autobusos (2011)

### Ferrocarril
Al terme municipal d'Erlin no hi ha cap estació de ferrocarril, però existeix servei d'autobús directe cap a l'estació d'alta velocitat de Txanghua, al municipi de Tiantxong. A més, altres línies d'autobús connecten Erlin amb municipis amb línia ferroviària.

### Carretera
- Estació d'autobusos (Yuanlin Bus)
  - Destinacions: Beidou - Yuanlin - Tiantxong - Txanghua - Taitxung
- AP76 - CC143 - CC148 - CC150 - Vies locals